# 灵芝草
灵芝草（学名：Rhinacanthus nasutus），又名灵枝草，为爵床科灵芝草属的植物。分布于印度、缅甸、中南半岛、泰国、印度尼西亚、菲律宾以及中国大陆的海南、云南等地，生长于海拔700米的地区，多生长在灌丛中或疏林下。

## 别名
白鹤灵芝（中国高等植物图鉴） 仙鹤灵芝草（广州）

## 异名
- Rhinacanthus communis Nees